# Балсас

Балсас на карте штата.

Балсас (порт. Balsas) — муниципалитет в Бразилии, входит в штат Мараньян. Составная часть мезорегиона Юг штата Мараньян. Входит в экономико-статистический микрорегион Жерайс-ди-Балсас. Население составляет 83 528 человек на 2010 год. Занимает площадь 13 141,733 км². Плотность населения — 6,36 чел./км². Праздник города — 22 марта. 

## Демография
Согласно сведениям, собранным в ходе переписи 2010 г. Национальным институтом географии и статистики (IBGE), население муниципалитета составляет:
| Полное население                               | Полное население                               | Полное население                               | Полное население                               | 83 528 |
| ---------------------------------------------- | ---------------------------------------------- | ---------------------------------------------- | ---------------------------------------------- | ------ |
| в том числе:                                   | Городское население                            | 72 771                                         | Процент городского населения, %                | 87,12  |
|                                                | Сельское население                             | 10 757                                         | Процент сельского населения, %                 | 12,88  |
|                                                | Мужское население                              | 41 574                                         | Процент мужского населения, %                  | 49,77  |
|                                                | Женское население                              | 41 954                                         | Процент женского населения, %                  | 50,23  |
| Плотность населения, чел/км²                   | Плотность населения, чел/км²                   | Плотность населения, чел/км²                   | Плотность населения, чел/км²                   | 6,36   |
| Население муниципалитета в % к населению штата | Население муниципалитета в % к населению штата | Население муниципалитета в % к населению штата | Население муниципалитета в % к населению штата | 1,27   |

По данным оценки 2016 года, население муниципалитета составляет 92 144 жителя.

## История
Город основан в 1822 году.

## Статистика
- Валовой внутренний продукт на 2003 год составляет 399 254 085,00 реалов (данные: Бразильский институт географии и статистики).
- Валовой внутренний продукт на душу населения на 2003 год составляет 5908,57 реалов (данные: Бразильский институт географии и статистики).
- Индекс развития человеческого потенциала на 2000 год составляет 0,696 (данные: Программа развития ООН).